# Хрипіно (Велізький район)
Хрипіно (рос. Хрипино) — присілок Велізького району Смоленської області Росії. Входить до складу Заозерського сільського поселення.
Населення — 13 осіб (2007 рік). 